# Sevierville
Sevierville és una població dels Estats Units a l'estat de Tennessee. Segons el cens del 2004 tenia 14.101 habitants.

## Demografia
Segons el cens del 2000, Sevierville tenia 11.757 habitants, 5.002 habitatges, i 3.206 famílies. La densitat de població era de 228,2 habitants/km².
Dels 5.002 habitatges en un 28,5% hi vivien nens de menys de 18 anys, en un 47,3% hi vivien parelles casades, en un 13,2% dones solteres, i en un 35,9% no eren unitats familiars. En el 30,4% dels habitatges hi vivien persones soles el 12,2% de les quals corresponia a persones de 65 anys o més que vivien soles. El nombre mitjà de persones vivint en cada habitatge era de 2,27 i el nombre mitjà de persones que vivien en cada família era de 2,82.
Per edats la població es repartia de la següent manera: un 22,1% tenia menys de 18 anys, un 9,8% entre 18 i 24, un 28,9% entre 25 i 44, un 23,2% de 45 a 60 i un 16% 65 anys o més.
L'edat mediana era de 37 anys. Per cada 100 dones de 18 o més anys hi havia 84,2 homes.
La renda mediana per habitatge era de 30.623$ i la renda mediana per família de 37.972$. Els homes tenien una renda mediana de 27.247$ mentre que les dones 19.401$. La renda per capita de la població era de 18.576$. Entorn del 14,5% de les famílies i el 16,9% de la població estaven per davall del llindar de pobresa.

## Poblacions més properes
El següent diagrama mostra les poblacions més properes.